# Chancre eutypelléen

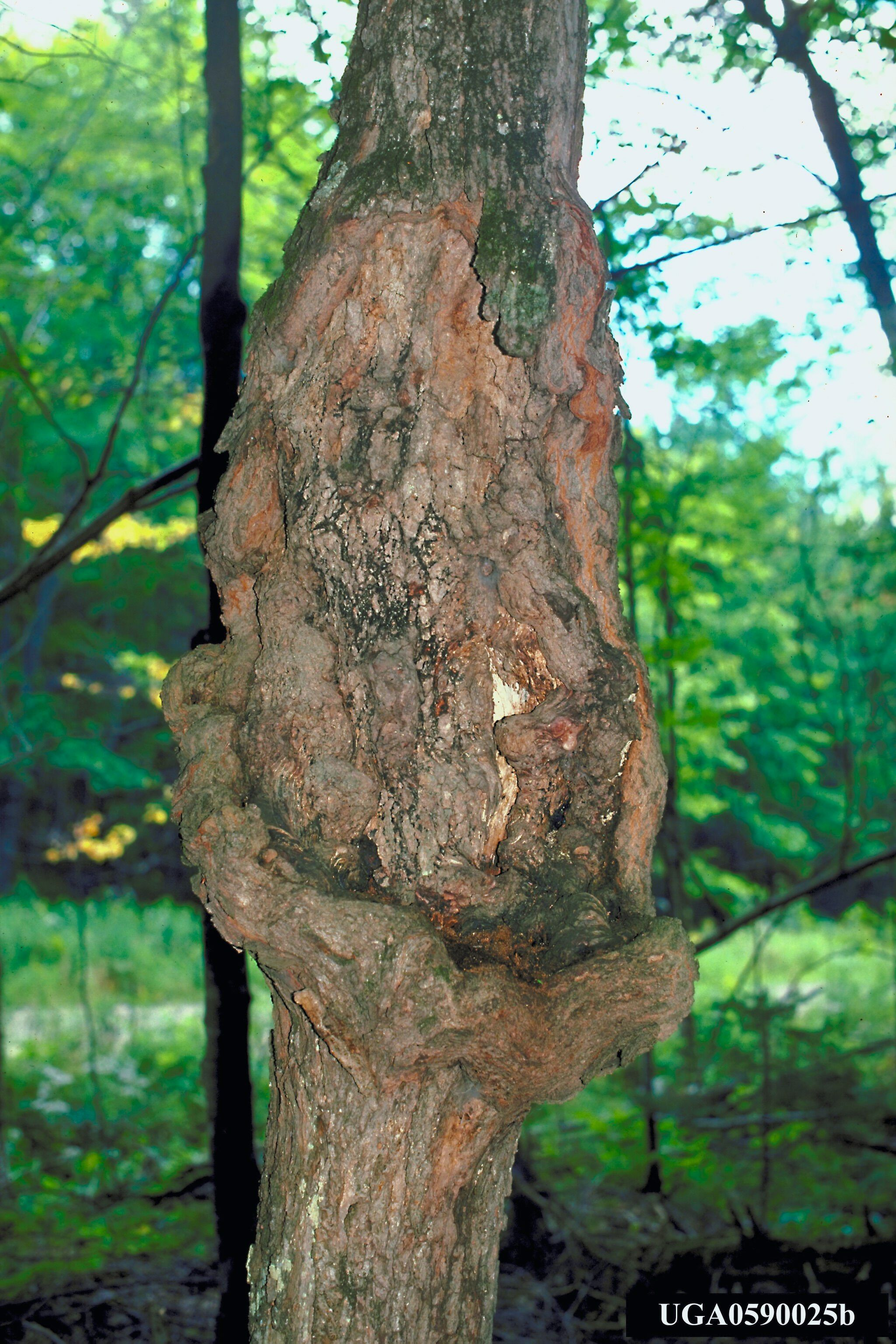
Chancre eutypelléen sur un tronc d'érable.

Le chancre eutypelléen est une maladie fongique causée par Eutypella parasitica, espèce de champignons ascomycètes de la famille des Diatrypaceae, qui affecte diverses espèces d'érables (genre Acer). Cette maladie est originaire de l'Amérique du Nord et a été introduite en Europe dans les années 2000.
Elle se manifeste par l'apparition sur le tronc principal de l'arbre d'un grand chancre caractéristique, qui a un impact négatif sur la qualité du bois. L'infection se propage par la libération d'ascospores produits par les périthèces. La lutte contre cette maladie consiste principalement à éliminer les arbres infectés. 

## Plantes-hôtes
Le chancre eutypelléen infecte de nombreuses espèces d'érables, principalement l'érable à sucre (Acer saccharum). Les autres espèces couramment touchées par cette maladie sont l'érable rouge (Acer rubrum), l'érable négondo (Acer negundo), l'érable de Pennsylvanie (Acer pensylvanicum), l'érable plane (Acer platanoides), l'érable sycomore (Acer pseudoplatanus), l'érable argenté (Acer saccharinum) et l'érable noir (Acer nigrum,. 
L'attaque de cette maladie se produit généralement avec une plus grande probabilité sur de jeunes érables, car ils sont plus sensibles,.

## Symptômes
Les symptômes, similaires chez toutes les espèces d'érable,  consistent en un chancre qui se forme sur le tronc le plus souvent à une hauteur de 0,5 à 4 mètres au dessus du sol,. La formation du chancre commence par une petite nécrose prononcée de l'écorce et prend plusieurs années pour se développer. Le chancre grossit à mesure que l'arbre vieillit, en augmentant sa largeur et en formant des callosités annelées autour de lui. Il est alors capable d'entourer plus de la moitié du tronc avec un diamètre typique de 0,3 à 2,5 mètres. Bien que le chancre puisse devenir assez gros, normalement il ne tue  pas l'arbre mais augmente le risque que le tronc soit affaibli et emporté par le vent. Quant aux signes visibles du champignon, si on retire l'écorce au centre du chancre, on peut faire apparaître un tapis de mycélium (tissu fongique),.